# Twin Lakes (Minnesota)
Twin Lakes è un comune degli Stati Uniti d'America, situato nello Stato del Minnesota, nella Contea di Freeborn.